# THE DREAM SHOW 3
《2024 NCT DREAM WORLD TOUR "THE DREAM SHOW 3"》는 대한민국의 음악 그룹 NCT DREAM의 세번째 콘서트 투어이다.

## DREAM()SCAPE
2024년 3월 27일, SM 엔터테인먼트는 NCT DREAM 세번째 단독 콘서트의 3일간의 일정을 공개하였고 6일 뒤인 4월 2일, 멜론티켓을 통해 팬클럽 선행 예매, 4월 4일에 일반 예매가 뒤이어 진행되었다.

## DREAMSCAPE FINALE In Seoul
2024년 5월 2일, 서울 1일 차 공연 종료 후 해당 투어의 피날레를 장식하는 앙코르 콘서트 개최를 공식화하였으며 뒤이어 10월 8일, 상세한 예매 일정 및 포스터가 SNS를 통해 공개되었다. 예매는 멜론티켓을 통해 15일과 17일, 팬클럽 선행 예매와 일반 예매가 연이어 개시되었다. 개최에 앞서 발매된 정규 4집 수록곡 4곡을 추가한 앙코르 콘서트로 건강 이상으로 인해 아시아·미주 투어에 불참한 런쥔이 합류하여 대미를 장식하였다.
NCT DREAM은 이 투어를 통해 2023년에 이어 세 차레에 걸쳐 고척스카이돔 무대에 오르는 위업을 달성함은 물론 37회에 걸친 투어를 통해 약 73만명의 누적 관객을 기록하였다.

## 투어 일정
| 일정             | 도시         | 국가       | 장소                           | 관객 동원      |
| 아시아           | 아시아       | 아시아     | 아시아                         | 아시아         |
| ---------------- | ------------ | ---------- | ------------------------------ | -------------- |
| 2024년 5월 2일   | 서울         | 대한민국   | 고척스카이돔                   | 통산 66,000명  |
| 2024년 5월 3일   | 서울         | 대한민국   | 고척스카이돔                   | 통산 66,000명  |
| 2024년 5월 4일   | 서울         | 대한민국   | 고척스카이돔                   | 통산 66,000명  |
| 2024년 5월 11일  | 대판         | 일본       | 쿄세라 돔 오사카               | 통산 90,000명  |
| 2024년 5월 12일  | 대판         | 일본       | 쿄세라 돔 오사카               | 통산 90,000명  |
| 2024년 5월 18일  | 자카르타     | 인도네시아 | 겔로라 붕 카르노 메인 스타디움 | 40,000명       |
| 2024년 5월 25일  | 동경         | 일본       | 도쿄 돔                        | 통산 110,000명 |
| 2024년 5월 26일  | 동경         | 일본       | 도쿄 돔                        | 통산 110,000명 |
| 2024년 6월 2일   | 나고야       | 일본       | 반테린 돔 나고야               | 40,000명       |
| 2024년 6월 15일  | 홍콩         | 홍콩       | 아시아 월드 아레나             | 통산 22,000명  |
| 2024년 6월 16일  | 홍콩         | 홍콩       | 아시아 월드 아레나             | 통산 22,000명  |
| 2024년 6월 22일  | 방콕         | 태국       | 라자망갈라 인터내셔널 스타디움 | 통산 65,000명  |
| 2024년 6월 23일  | 방콕         | 태국       | 라자망갈라 인터내셔널 스타디움 | 통산 65,000명  |
| 2024년 6월 29일  | 싱가포르     | 싱가포르   | 싱가포르 인도어 스타디움       | 통산 20,000명  |
| 2024년 6월 30일  | 싱가포르     | 싱가포르   | 싱가포르 인도어 스타디움       | 통산 20,000명  |
| 2024년 8월 10일  | 마닐라       | 필리핀     | 몰 오브 아시아 아레나          | 통산 24,000명  |
| 2024년 8월 11일  | 마닐라       | 필리핀     | 몰 오브 아시아 아레나          | 통산 24,000명  |
| 남아메리카       |              |            |                                |                |
| 2024년 8월 31일  | 보고타       | 콜롬비아   | 무비스타 아레나 콜롬비아       | 10,000명       |
| 2024년 9월 2일   | 상파울로     | 브라질     | 이스파수 우니메드              | 8,000명        |
| 2024년 9월 5일   | 산티아고     | 칠레       | 무비스타 아레나                | 12,000명       |
| 북아메리카       |              |            |                                |                |
| 2024년 9월 9일   | 멕시코시티   | 멕시코     | 팔라시오 데 로스 데스포르테스  | 16,000명       |
| 2024년 9월 12일  | 로스엔젤레스 | 미국       | 인튜이트 돔                    | 14,000명       |
| 2024년 9월 14일  | 오클랜드     | 미국       | 오클랜드 아레나                | 10,000명       |
| 2024년 9월 17일  | 포트워스     | 미국       | 디키즈 아레나                  | 10,000명       |
| 2024년 9월 19일  | 덜루스       | 미국       | 가스 사우스 아레나             | 10,000명       |
| 2024년 9월 21일  | 뉴욕         | 미국       | UBS 아레나                     | 13,000명       |
| 2024년 9월 24일  | 워싱턴       | 미국       | 캐피탈 원 아레나               | 12,000명       |
| 2024년 9월 26일  | 시카고       | 미국       | 유나이티드 센터                | 10,000명       |
| 유럽             |              |            |                                |                |
| 2024년 10월 30일 | 암스테르담   | 네덜란드   | 로테르담 아호이                | 11,000명       |
| 2024년 11월 3일  | 코펜하겐     | 덴마크     | 로얄 아레나                    | 12,000명       |
| 2024년 11월 6일  | 베를린       | 독일       | 우버 아레나                    | 12,000명       |
| 2024년 11월 8일  | 파리         | 프랑스     | 아디다스 아레나                | 통산 14,000명  |
| 2024년 11월 9일  | 파리         | 프랑스     | 아디다스 아레나                | 통산 14,000명  |
| 2024년 11월 12일 | 런던         | 영국       | 웸블리 아레나                  | 12,000명       |
| 아시아           |              |            |                                |                |
| 2024년 11월 29일 | 서울         | 대한민국   | 고척스카이돔(FINALE)           | 통산 66,000명  |
| 2024년 11월 30일 | 서울         | 대한민국   | 고척스카이돔(FINALE)           | 통산 66,000명  |
| 2024년 12월 1일  | 서울         | 대한민국   | 고척스카이돔(FINALE)           | 통산 66,000명  |

## 세트 리스트
- Opening VCR (Icantfeelanything) -

- Enrtance Show (In a Lucid DREAM) -
- BOX
- 119
- SOS
- GO

- Ment -
- Poison (모래성)
- Drippin'

- VCR #2 (a DREAM of past) -
- Arcade
- We Go Up
- Bungee

- Ment (the One I DREAM about) -
- 발자국 (Walk With You)
- 북극성 (Never Goodbye)
- 숨 (Breathing)
- UNKNOWN

- VCR #3 (Taste of Love) -
- Tangerine Love (Favorite)
- Yogurt Shake
- Pretzel (♡)
- Candy

- Ment (Move on to the Next Stage) -
- Dream Run
- Better Than Gold (지금)
- Fireflies
- Hello Future
- Broken Melodies

- VCR #4 (Feels like Heaven) -
- Skateboard
- ISTJ
- Smoothie

- Encore (Will stand Like this Forever)-
- 파랑 (Blue Wave)
- 고래 (Dive Into You)
- ANL

- Ment -
- Like We Just Met

- Opening VCR (Icantfeelanything) -

- Enrtance Show (In a Lucid DREAM) -
- BOX
- 119
- SOS
- GO

- Ment -
- Poison (모래성)
- Drippin'

- VCR #2 (a DREAM of past) -
- Arcade
- We Go Up
- Bungee

- Ment (the One I DREAM about) -
- 발자국 (Walk With You)
- 북극성 (Never Goodbye)
- 숨 (Breathing)
- UNKNOWN

- VCR #3 (Taste of Love) -
- Tangerine Love (Favorite)
- Yogurt Shake
- Pretzel (♡)
- Candy

- Ment (Move on to the Next Stage) -
- Dream Run
- Better Than Gold (지금)
- Fireflies
- Hello Future
- Broken Melodies

- VCR #4 (Feels like Heaven) -
- Skateboard
- ISTJ
- Smoothie

- Encore (Will stand Like this Forever) -
- 파랑 (Blue Wave)
- 고래 (Dive Into You)
- ANL

- Ment -
- Moonlight
- Like We Just Met

- Opening VCR (Icantfeelanything) -

- Enrtance Show (In a Lucid DREAM) -
- BOX
- SOS
- GO

- Ment -
- Poison (모래성)
- Drippin'

- VCR #2 (a DREAM of past) -
- Arcade
- We Go Up
- Bungee

- Ment (the One I DREAM about) -
- 발자국 (Walk With You)
- 북극성 (Never Goodbye)
- 숨 (Breathing)

- VCR #3 (Taste of Love) -
- Tangerine Love (Favorite)
- Yogurt Shake
- Pretzel (♡)
- Candy

- Ment (Move on to the Next Stage) -
- Dream Run
- Better Than Gold (지금)
- Fireflies
- Hello Future
- Broken Melodies

- VCR #4 (Feels like Heaven) -
- Skateboard
- ISTJ
- Smoothie

- Encore (Will stand Like this Forever) -
- Rains In Heaven
- ANL

- Ment -
- Like We Just Met

- Opening VCR (Icantfeelanything) -

- Enrtance Show (In a Lucid DREAM) -
- BOX
- No Escape
- SOS

- Ment -
- Poison (모래성)
- 119

- VCR #2 (a DREAM of past) -
- 90's Medley

1. Beatbox
2. We Go Up
3. Bungee

- Ment (the One I DREAM about) -
- 발자국 (Walk With You)
- 북극성 (Never Goodbye)
- 숨 (Breathing)
- Rains In Heaven

- VCR #3 (Taste of Love) -
- Chewing Gum
- Yogurt Shake
- Candy

- VCR #4 -
- When I'm With You

- Ment (Move on to the Next Stage) -
- Dream Run
- Fireflies
- Trigger The Fever
- Hello Future
- Broken Melodies

- VCR #5 (Feels like Heaven) -
- Skateboard
- ISTJ
- Smoothie

- Encore (Will stand Like this Forever)-
- 고래 (Dive Into You)
- 하늘을 나는 꿈 (Heavenly)
- ANL

- Ment -
- Like We Just Met

## 관련 필모그래피
| 연도 | 종류 | 제목                                            | 개봉      | 비고 |
| ---- | ---- | ----------------------------------------------- | --------- | ---- |
| 2024 | 영화 | NCT DREAM Mystery Lab: DREAM( )SCAPE in Cinemas | 12월 11일 | -    |

## 제작
- NCT DREAM (마크, 런쥔유럽 투어·서울 앙코르 한정, 제노, 해찬, 재민, 천러, 지성)
- 주최, 주관 : SM 엔터테인먼트, CJ ENM, 라이브 네이션